# ماري كويزومي
ماري كويزومي (باليابانية: 小泉まりえ) (11 مايو 1965)؛ مانغاكا، كاتِبة وروائية يابانية.